# Deutsches Meisterschaftsrudern 1982
Das 93. Deutsche Meisterschaftsrudern wurde 1982 in München ausgetragen. Wie im Vorjahr wurden insgesamt Medaillen in 18 Bootsklassen vergeben, davon 13 bei den Männern und 5 bei den Frauen.

## Medaillengewinner

### Männer
| Bootsklasse                           | Gold | Silber | Bronze |
| ------------------------------------- | --- | --- | --- |
| Einer                                 | Georg Agrikola (RV Rhenania Germersheim) | Dieter Baier (Frankfurter RG Oberrad 1879) | Francisco Marban (IGOR Offenbach) |
| Doppelzweier                          | RV Ingelheim 1920 Albert Hedderich Michael Dürsch | Ulmer RC Donau Raimund Hörmann Dieter Wiedenmann | Rgm. RG Eberbach 1899 / RV Cassel Andreas Schmelz Stefan Piesik |
| Zweier ohne Steuermann                | RC Witten Volker Grabow Guido Grabow | Rgm. Berliner RK Brandenburgia / Bonner RG Wolfgang Maennig Georg Konermann | Würzburger RG Bayern Hermann Greß Dieter Göpfert |
| Zweier mit Steuermann                 | Rgm. Hannoverscher RC von 1880 / Mainzer RV von 1878 / Würzburger RG Bayern Wolfram Thiem Heribert Karches Rudolf Ziegler (Stm.) | ETuF Essen Peter Ippach Jochen Berger Frank Hasselkuß (Stm.) | Rgm. Osnabrücker RV / TuS Bramsche Ferdinand Hardinghaus Andreas Bode Torsten Bremer (Stm.) |
| Doppelvierer                          | Rgm. RV Ingelheim 1920 / Ulmer RC Donau Albert Hedderich Raimund Hörmann Dieter Wiedenmann Michael Dürsch | Keine weiteren Boote angetreten | Keine weiteren Boote angetreten |
| Vierer ohne Steuermann                | Osnabrücker RV Brunon Derkes Ralf Kollmann Hans-Günther Tiemann Thomas Möllenkamp | Rgm. RC Hansa von 1898 / RC Witten Martin Sehrbrock Bernd Rosenberger Volker Grabow Guido Grabow | Rüsselsheimer RK 08 Oliver Bär Wolfram Lorei Harald Richter Lutz Beyer |
| Vierer mit Steuermann                 | Rgm. Hannoverscher RC von 1880 / Bonner RG / RR Uni Karlsruhe / Karlsruher RV Wiking / RC Tegel 1886 Klaus Nitschke Tillmann Probst Ingo Metzger Christoph Fricke Manfred Klein (Stm.) | Rgm. RC Hansa von 1898 / RC Meschede / Osnabrücker RV Andreas Schütte Achim Westphal Jörg Puttlitz Norbert Keßlau Marc Fusten (Stm.) | Rüsselsheimer RK 08 Wolf-Rüdiger Kirsch Gerhard Darnieder Achim Erhard Steffen Kerkmann Gerrit Rothengatter (Stm.) |
| Achter                                | Rgm. Würzburger RG Bayern / RC Karlstadt 1928 / RG München 1972 / Hannoverscher RC von 1880 / Mainzer RV von 1878 / Osnabrücker RV / TuS Bramsche Ralf Thienel Bernd Fleischmann Ferdinand Hardinghaus Andreas Bode Wolfram Thiem Heribert Karches Hermann Greß Dieter Göpfert Rudolf Ziegler (Stm.) | Rgm. Hannoverscher RC von 1880 / Karlsruher RV Wiking / RR Uni Karlsruhe / Bonner RG / Berliner RK Brandenburgia / RG Marktheidenfeld / RC Tegel 1886 Klaus Nitschke Christoph Fricke Tilmann Probst Ingo Metzger Wolfgang Maennig Georg Konermann Bruno Perner Dietmar Hamberger Manfred Klein (Stm.) | Ulmer RC Donau Harald Galster Peter Kühnel Bernhard Gruber Dietmar Hardow Jürgen Schwab Wolfgang Bubacz Jürgen Steinacker Dieter Trautwein Bernd Staudenmeier (Stm.)                                                                                                |
| Leichtgewichts-Einer                  | Olaf Reichelt (Lübecker RG von 1885) | Alwin Otten (WSV Meppen) | Werner Vreden (WSV Honnef) |
| Leichtgewichts-Doppelzweier           | Limburger CfW Matthias Schmortte Norbert Brunn | RV Blankenstein Thomas Güntermann Gunter Saul | Rgm. RG Wetzlar 1880 / IGOR Offenbach Jürgen Stock Roland Dern |
| Leichtgewichts-Zweier ohne Steuermann | RG München 1972 Stefan Groll Wolfgang Simon | Rgm. RK am Baldeneysee / Rvg. Berlin von 1878 Andreas Fischer Till Heyer-Stuffer | RK am Baldeneysee Thomas Rüth Frank Rogall |
| Leichtgewichts-Vierer ohne Steuermann | Rgm. RK am Wannsee / Spandauer RC Friesen / Berliner RC Hevella Andreas Nowka Ulrich Wagner Peter Werner Martin Stöckmann | Rgm. Kölner RV von 1877 / Neusser RV Eberhard Rehwinkel Volker Schmidt Michael Reckow Christian Stoffels | Rgm. RV Emscher / RV Oberhausen Klaus Altena Ulrich Lupp Manfred Arend Roland Arend |
| Leichtgewichts-Achter                 | Rgm. RC Nassovia Höchst / Limburger CfW Ralf Nährer Klaus Krämer Dietmar Porsch Detlef Glitsch Andreas Hobler Rüdiger Dingeldey Matthias Schmortte Norbert Brunn Christoph Sohr (Stm.) | Rgm. Gießener RG 1877 / RG Heidelberg 1898 / Karlsruher RV Wiking / RR Uni Karlsruhe / Tübinger RV Fidelia Michael von Borstel Thomas Rohmer Joachim Maier Rainer Fiedler Claus Riester Uli Bülow Uwe Bender Herbert Rapp Karlheinz Möloth (Stm.)                                                      | Rgm. RC Allemannia von 1866 / Der Hamburger und Germania RC / RG Hansa Hamburg / RC Favorite Hammonia / RV Wandsbek Michael Zaversnik Martin Fiedler Jörg Steenbeck Kai Ramming Hartmut Grubel Wolfgang Meyer Herbert Espig Sebastian Franke Jochen Niewerth (Stm.) |

### Frauen
| Bootsklasse                 | Gold | Silber | Bronze |
| --------------------------- | --- | --- | --- |
| Einer                       | Thea Gröll (Hannoverscher RC von 1880) | Ute Kumitz (RK am Wannsee) | Heidi Attenberger (Passauer Ruderverein von 1874) |
| Doppelzweier                | Rgm. Kölner RV von 1877 / Hamburger RC von 1925 Anne Dickmann Bärbel Reichmann | Hammerdeicher RV von 1893 Marisa Schulz Manuela Schulz | Keine weiteren Boote angetreten |
| Zweier ohne Steuerfrau      | Rgm. SV Polizei Hamburg / RV Münster Ellen Becker Iris Völkner | Rgm. Hannoverscher RC von 1880 / Dormagener RG Bayer Annette Wolter Kerstin Rehders                                                                                             | Rgm. Hannoverscher RC von 1880 / Celler RV Christina Bruer Martina Rißmann                                                                                              |
| Doppelvierer mit Steuerfrau | Rgm. RV Saar Undine / RK am Wannsee / RC Hansa von 1898 / Karlsruher RV Wiking / Frauen-RC Wannsee Ursula Brauch Angelika Beblo Regina Kleine-Kuhlmann Ute Kumitz Kathrien Plückhahn (Stf.) | Rgm. Hannoverscher RC von 1880 / Heilbronner RG Schwaben / Hamburger RC von 1925 / Neusser RV Brigitte Hellmers Maren Schüler Bärbel Reichmann Thea Gröll Doris Kuhlmann (Stf.) | Rgm. Hannoverscher RC von 1880 / Celler RV / Frauen-RC Wannsee / Spandauer RC Friesen Kirstin Langer Regina Weißbart Martina Rißmann Christina Bruer Doris Meier (Stf.) |
| Vierer mit Steuerfrau       | Rgm. SV Polizei Hamburg / RV Münster / RV Preußen Berlin / Spandauer RC Friesen / Heilbronner RG Schwaben Birgit Sodemann Bärbel Eckel Ellen Becker Iris Völkner Heidrun Steiniger (Stf.)   | Keine weiteren Boote angetreten | Keine weiteren Boote angetreten |